# Eliza Hittman
Eliza Hittman (Flatbush, Brooklyn, 1979) is een Amerikaans filmregisseur, scenarioschrijver en filmproducent.

## Biografie
Eliza Hittman werd geboren en groeide op in Flatbush, een wijk in het New Yorkse stadsdeel Brooklyn. Hittman studeerde aan de Edward R. Murrow High School in Brooklyn. Ze studeerde in 2001 af aan de Universiteit van Indiana met een BA in theater en drama en ging daarna kunst en film studeren. In 2010 behaalde Hittman haar MFA in film/video aan het California Institute of the Arts.
Hittman's korte film Forever's Gonna Start Tonight ging in 2011 in première op het Sundance Film Festival. Haar eerste langspeelfilm in 2013 ging ook in première op het Sundance Film Festival en kreeg overwegend positieve kritieken van de filmcritici, met een score van 84% op Rotten Tomatoes. Hittman werd in het filmmagazine Filmmaker genoemd als een van de 25 New Faces of Indie Film in 2013. De tweede langspeelfilm van Hittman, Beach Rats ging eveneens in première op het Sundance Film Festival en Hittman werd bekroond met de prijs voor beste regie in de U.S. Dramatic Competition.

## Filmografie
| Jaar | Film                          | Bijdragen | Bijdragen | Bijdragen | Opmerkingen        |
| Jaar | Film                          | Regie     | Scenario  | Productie | Opmerkingen        |
| ---- | ----------------------------- | --------- | --------- | --------- | ------------------ |
| 2017 | Beach Rats                    | Afgevinkt | Afgevinkt |           |                    |
| 2014 | Buffalo Juggalos              |           |           | Afgevinkt | Korte documentaire |
| 2013 | It Felt Like Love             | Afgevinkt | Afgevinkt | Afgevinkt |                    |
| 2011 | Forever's Gonna Start Tonight | Afgevinkt | Afgevinkt | Afgevinkt | korte film         |
| 2010 | Second Cousins Once Removed   | Afgevinkt | Afgevinkt | Afgevinkt | korte film         |
| 2010 | Andy                          |           |           | Afgevinkt | korte film         |
| 2009 | Trickster                     | Afgevinkt |           |           | korte film         |
| 2008 | A Lumiere                     | Afgevinkt |           | Afgevinkt | korte film         |

## Prijzen en nominaties
De belangrijkste:
| Jaar | Prijs                  | Categorie                                 | Film              | Uitslag  |
| ---- | ---------------------- | ----------------------------------------- | ----------------- | -------- |
| 2017 | Sundance Film Festival | Directing Award: Dramatic                 | Beach Rats        | Gewonnen |
| 2013 | Sarasoto Film Festival | Special Jury Prize - Creative Achievement | It Felt Like Love | Gewonnen |